# Charles January
Charles James Hicks January, Jr.  (Ferguson, Missouri, 1 de febrer de 1888 - McAllen, Texas, 26 d'abril de 1970) va ser un futbolista estatunidenc que va competir a primers del segle xx. El 1904 va prendre part en els Jocs Olímpics de Saint Louis, on guanyà la medalla de plata en la competició de futbol com a membre del Christian Brothers College. Els seus germans John January i Tom January també van prendre part en els Jocs i guanyaren aquesta mateixa medalla.
Posteriorment es traslladà a McAllen, Texas, on treballà en una merceria i com a cap de l'oficina de correus durant la dècada de 1910 i 1920. La seva filla Lois January va ser un actriu que va aparèixer en nombroses pel·lícules durant la dècada de 1930.